# .ac
.ac（源自阿森松岛一词的英語：中“Ascension”的缩写“Asc”）為英国海外領地阿森松岛在互联网域名系统中拥有的國家及地區頂級域（ccTLD）。
不过，部分域名中介也将该顶级域宣传为与德国城市亚琛相关，因为该市的车辆号牌有AC两字。

## 用作學術機構的域名
由于学术一词的英語：可被缩写为“AC”，因此部分英国的學術機構以此域註冊，并跳转至其常用域名，例如牛津大学注册oxford.ac，并跳转至ox.ac.uk。

## 注册限制
根据.AC域名注册规则，.ac域名注册存在限制：

### 针对二级域注册
- 注册人必须位于任意国家的合法领地内。
- 允许注册单/双字和纯数字域名，但必须“合理可控”。
- 域名使用的名称服务器必须两个以上。

### 针对三级域注册
- 注册人必须位于阿森松岛。
- 允许注册双字三级域（例如ab.com.ac是合法的）。
- 所有已被注册局占用的二级域名称无法再次被用于三级域的名称（例如com.com.ac是不合法的，因为com.ac已被使用）。
- 所有顶级域名称不得被用于三级域的名称（例如net.org.ac和org.com.ac均不合法）。
- 所有单字三级域名被保留供今后使用。已持有人可选择继续维护或者自愿放弃（例如[a-z].xxx.ac）。
- 域名使用的名称服务器必须两个以上，且必须有一个位于阿森松岛境内。

### 禁止用于违反法律的色情站点
- 任何.ac域名均不得直接或间接违法用于展示色情内容，注册局有权立即终止并删除相应域名。

### 禁止用于垃圾电邮
- 任何.ac域名，无论是被直接用于发送垃圾邮件，或是以间接方式显示在垃圾邮件中，注册局均保留通知当事人停止该行为的权利，警告无效的情况下，注册局有权立即终止并删除相应域名。